# Oron (Moselle)
Pour les articles homonymes, voir Oron.
Oron est une commune française située dans le département de la Moselle, en région Grand Est.

## Géographie
Le village est traversé par la Nied française.

### Communes limitrophes
| Hannocourt | Frémery | Chicourt        |
| Viviers    | Oron    | Château-Bréhain |
|            | Fonteny | Vannecourt      |

### Hydrographie
La commune est située dans le bassin versant du Rhin au sein du bassin Rhin-Meuse. Elle est drainée par la Nied, le ruisseau de l'Étang de Fonteny et le ruisseau le Grand le ruisseau.
La Nied, d'une longueur totale de 96,7 km, prend sa source dans la commune de Marthille, traverse 47 communes françaises, puis poursuit son cours en Allemagne où elle se jette dans la Sarre.

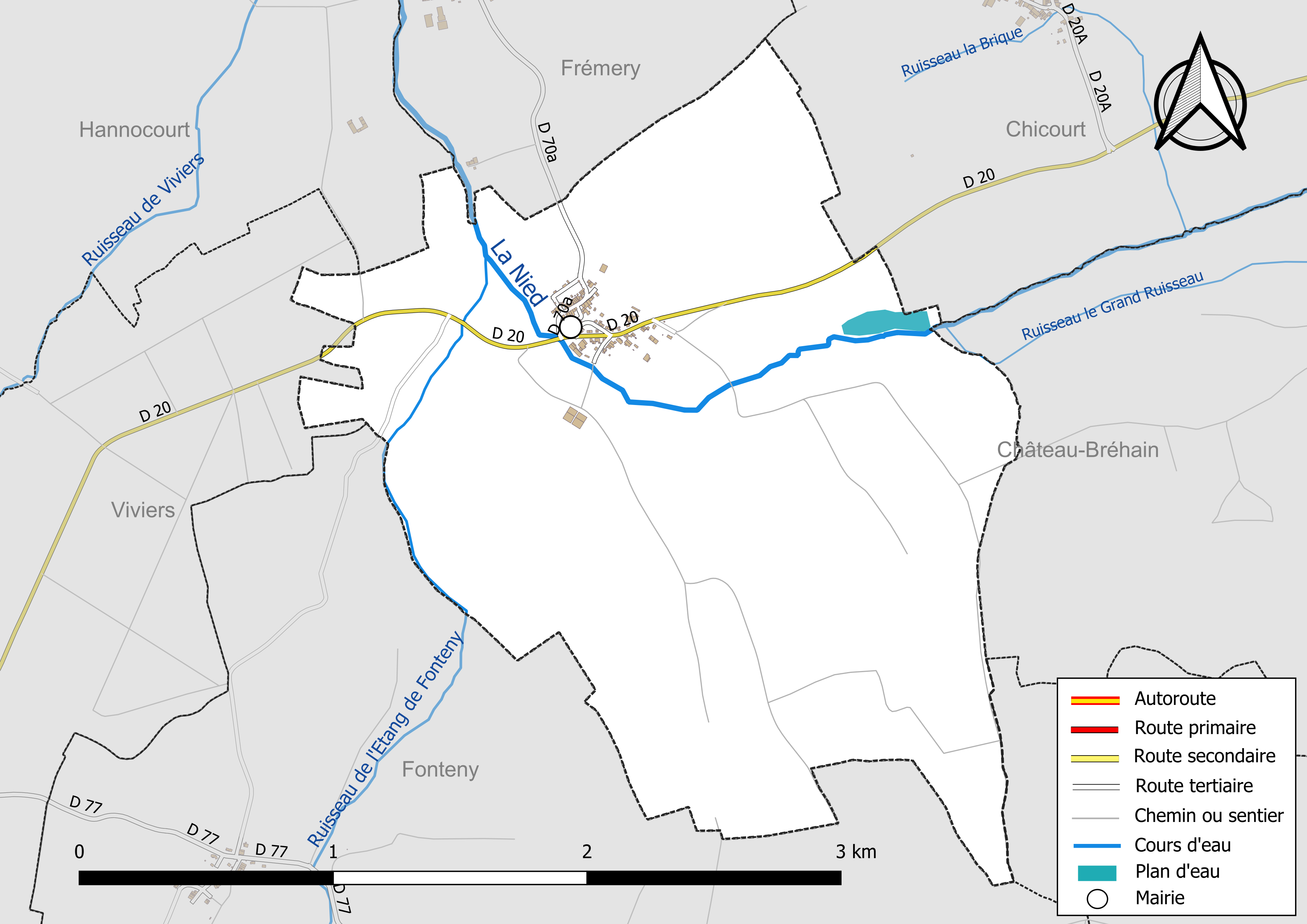
Réseaux hydrographique et routier d'Oron.

La qualité des eaux des principaux cours d’eau de la commune, notamment de la Nied, peut être consultée sur un site spécial géré par les agences de l’eau et l’Agence française pour la biodiversité.

### Climat
Pour des articles plus généraux, voir Climat du Grand Est et Climat de la Moselle.
En 2010, le climat de la commune est de type climat océanique dégradé des plaines du Centre et du Nord, selon une étude du Centre national de la recherche scientifique s'appuyant sur une série de données couvrant la période 1971-2000. En 2020, Météo-France publie une typologie des climats de la France métropolitaine dans laquelle la commune est exposée à un climat semi-continental et est dans la région climatique  Lorraine, plateau de Langres, Morvan, caractérisée par un hiver rude (1,5 °C), des vents modérés et des brouillards fréquents en automne et hiver. 
Pour la période 1971-2000, la température annuelle moyenne est de 9,7 °C, avec une amplitude thermique annuelle de 16,8 °C. Le cumul annuel moyen de précipitations est de 791 mm, avec 11,5 jours de précipitations en janvier et 9,5 jours en juillet. Pour la période 1991-2020, la température moyenne annuelle observée sur la station météorologique de Météo-France la plus proche, « Lesse_sapc », sur la commune de Lesse à 7 km à vol d'oiseau, est de 10,7 °C et le cumul annuel moyen de précipitations est de 694,0 mm. 
La température maximale relevée sur cette station est de 40 °C, atteinte le 25 juillet 2019 ; la température minimale est de −20,7 °C, atteinte le 20 décembre 2009,,. 
Les paramètres climatiques de la commune ont été estimés pour le milieu du siècle (2041-2070) selon différents scénarios d'émission de gaz à effet de serre à partir des nouvelles projections climatiques de référence DRIAS-2020. Ils sont consultables sur un site spécial publié par Météo-France en novembre 2022.

## Urbanisme

### Typologie
Au 1er janvier 2024, Oron est catégorisée commune rurale à habitat dispersé, selon la nouvelle grille communale de densité à sept niveaux définie par l'Insee en 2022.
Elle est située hors unité urbaine. Par ailleurs la commune fait partie de l'aire d'attraction de Metz, dont elle est une commune de la couronne,. Cette aire, qui regroupe 245 communes, est catégorisée dans les aires de 200 000 à moins de 700 000 habitants,.

### Occupation des sols
L'occupation des sols de la commune, telle qu'elle ressort de la base de données européenne d’occupation biophysique des sols Corine Land Cover (CLC), est marquée par l'importance des territoires agricoles (92,1 % en 2018), une proportion identique à celle de 1990 (92,1 %). La répartition détaillée en 2018 est la suivante : 
terres arables (50,2 %), prairies (41,9 %), forêts (7,9 %). L'évolution de l’occupation des sols de la commune et de ses infrastructures peut être observée sur les différentes représentations cartographiques du territoire : la carte de Cassini (XVIIIe siècle), la carte d'état-major (1820-1866) et les cartes ou photos aériennes de l'IGN pour la période actuelle (1950 à aujourd'hui).

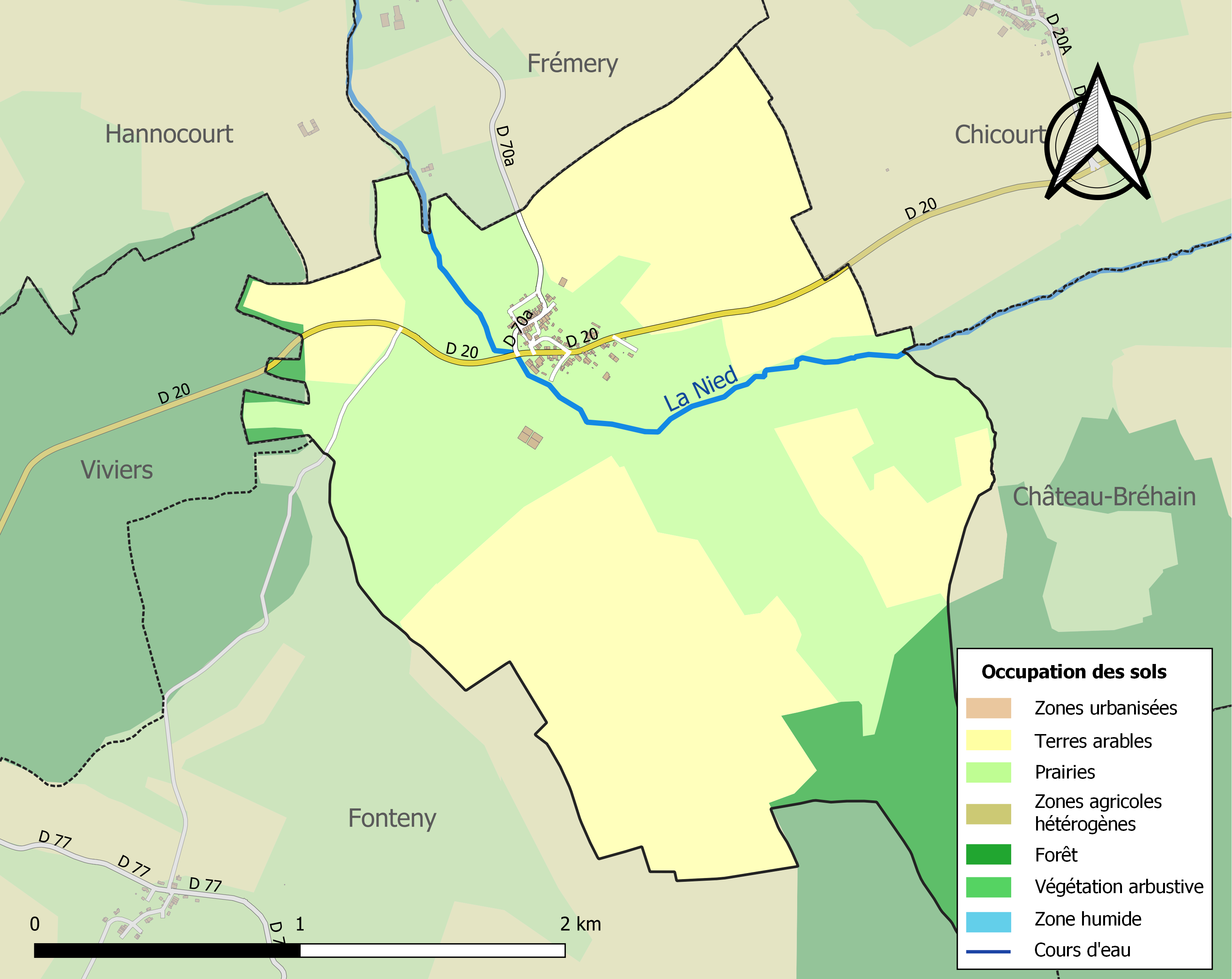
Carte des infrastructures et de l'occupation des sols de la commune en 2018 (CLC).

## Toponymie
Orron (1505), Oron (1793), Ozon (1801), Orn (1915–1918), Oren (1940–1944).

## Histoire
- Ancien domaine de l'évêché[Lequel ?] dont les voués étaient les seigneurs de Viviers. Relevait du marquisat de Pont-à-Mousson.
- De 1790 à 2015, Oron était une commune de l'ex-canton de Delme.

## Politique et administration
| Période                                  | Période   | Identité        | Étiquette | Qualité |
| ---------------------------------------- | --------- | --------------- | --------- | ------- |
| mars 1989                                | mars 1995 | Robert Grosjean |           |         |
| mars 1995                                | mars 2008 | Daniel Marietta |           |         |
| mars 2008                                | En cours  | Jean-Marc Choné |           |         |
| Les données manquantes sont à compléter. |           |                 |           |         |

## Démographie
| 1793 | 1800 | 1806 | 1821 | 1831 | 1836 | 1841 | 1846 | 1851 |
| ---- | ---- | ---- | ---- | ---- | ---- | ---- | ---- | ---- |
| 366  | 349  | 390  | 449  | 400  | 481  | 496  | 490  | 495  |

| 1856 | 1861 | 1871 | 1875 | 1880 | 1885 | 1890 | 1895 | 1900 |
| ---- | ---- | ---- | ---- | ---- | ---- | ---- | ---- | ---- |
| 478  | 485  | 409  | 365  | 331  | 338  | 344  | 306  | 291  |

| 1905 | 1910 | 1921 | 1926 | 1931 | 1936 | 1946 | 1954 | 1962 |
| ---- | ---- | ---- | ---- | ---- | ---- | ---- | ---- | ---- |
| 282  | 252  | 196  | 187  | 179  | 168  | 138  | 134  | 128  |

| 1968 | 1975 | 1982 | 1990 | 1999 | 2004 | 2006 | 2009 | 2014 |
| ---- | ---- | ---- | ---- | ---- | ---- | ---- | ---- | ---- |
| 122  | 112  | 107  | 109  | 111  | 111  | 111  | 105  | 95   |

| 2019 | 2022 | - | - | - | - | - | - | - |
| ---- | ---- | - | - | - | - | - | - | - |
| 101  | 107  | - | - | - | - | - | - | - |

## Culture locale et patrimoine

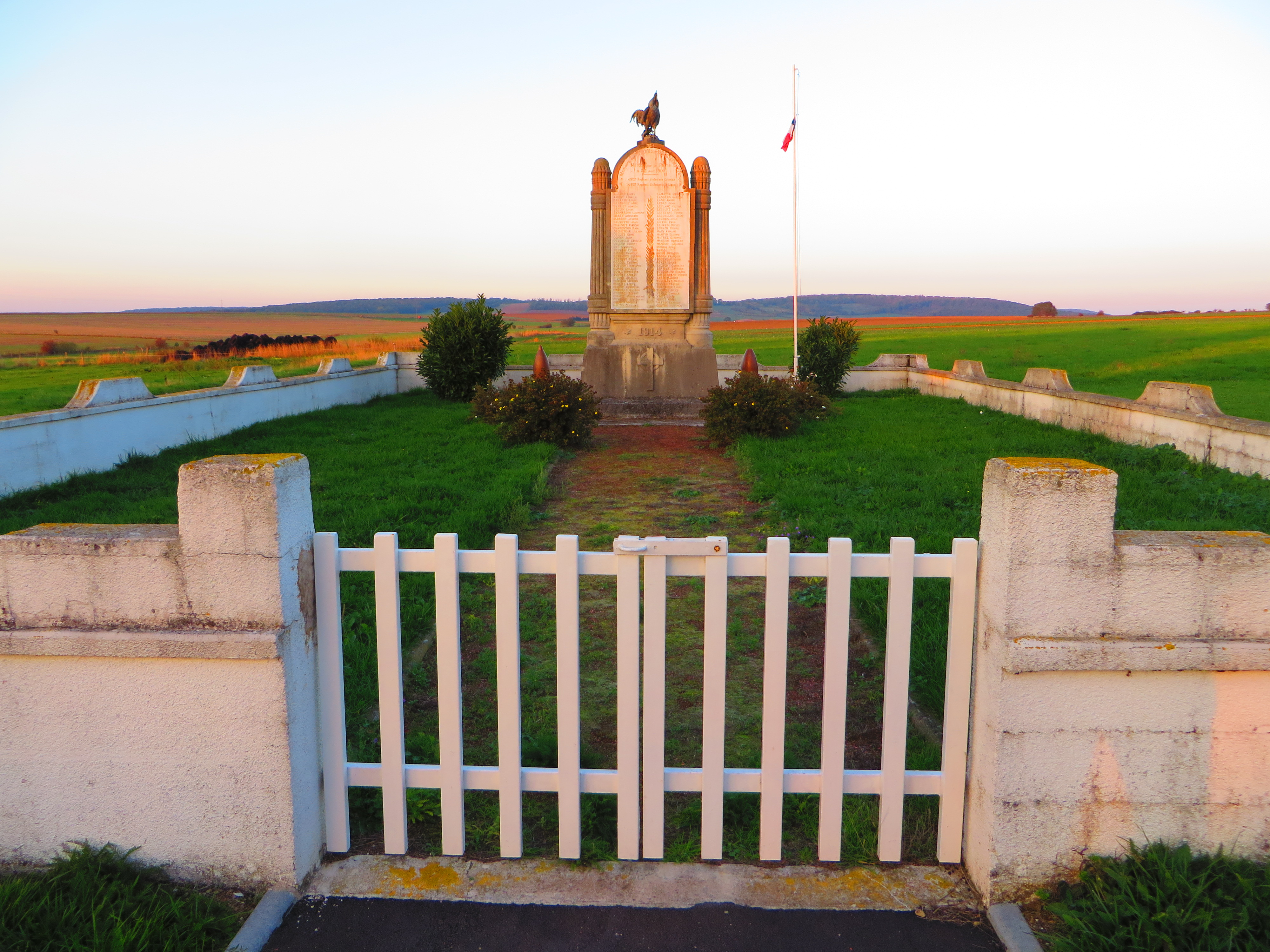
Le monument aux morts.

### Lieux et monuments
- Ancien moulin de Nied.
- Monument aux morts de la guerre 1914-1918 avec liste des morts pour la France lors des combats du 20 août 1914.
- l'église Saint-Pierre-aux-Liens, néo-romane 1893 : statue de saint Pierre XVe siècle, autel XVIIIe siècle.
- Le calvaire 1690.

### Personnalités liées à la commune
Paul Guth, ébéniste actif à Nancy vers 1910

### Héraldique
| Blason de Oron | Blason  | De gueules à deux clefs d'or en sautoir, cantonnées de quatre glands d'argent. |
| Blason de Oron | Détails | Le statut officiel du blason reste à déterminer.                               |